# 카를 델하예
카를 "칼레" 델하예(독일어: Karl "Kalle" Del'Haye, 1955년 8월 18일, 노르트라인-베스트팔렌 주 아헨 ~)는 독일의 전직 축구 선수로, 현역 시절 측면 미드필더로 활약했다.

## 클럽 경력
그는 묀헨글라트바흐 시절로 잘 알려졌지만, 서독 분데스리가의 알레마니아 아헨, 바이에른 뮌헨, 그리고 뒤셀도르프를 두루 거쳤다.

## 국가대표팀 경력
델 하예는 서독 국가대표팀 경기에 2번 출전했고, 유로 1980에 참가해 우승했다.

## 수상

### 클럽
묀헨글라트바흐
- 분데스리가: 1974–75, 1975–76, 1976–77
- UEFA컵
  - 우승: 1974–75, 1978–79
  - 준우승: 1979–80
- 유러피언컵 준우승: 1976–77

바이에른 뮌헨
- 분데스리가: 1980–81, 1984–85
- DFB-포칼
  - 우승: 1981–82, 1983–84
  - 준우승: 1984–85
- 유러피언컵 준우승: 1981–82

뒤셀도르프
- 인터토토컵: 1986

### 국가대표팀
서독
- 유럽 선수권 대회: 1980